# Actuari
Actuarius sau actarius, redat în greacă drept aktouarios (ἀκτουάριος), a fost titlul aplicat oficialilor cu funcții variate din imperiile romane și bizantine târzii.
În Imperiul Roman târziu, actuarius era un oficial însărcinat cu distribuirea salariilor și provizioanelor către militarii romani.  În această calitate, postul este atestat cel puțin până în secolul al VI-lea, dar apare doar în textele legale antichizate după aceea.  Titlul apare din nou în Taktikon Uspensky din 842 și ulterior Kletorologion din 899, dar rolul titularului său este neclar. În De Ceremoniis al împăratului Constantin al VII-lea Porphyrogennetos din secolul al X-lea (r. 913–959), aktouarios este menționat ca predând premii caritabililor învingători, dar în secolul al XII-lea (sau poate în secolul al XI-lea) termenul a ajuns să fie aplicat medicilor proeminenți, eventual celor atașați la curtea imperială (cf. Ioan Actuarius). 

## Referinte
1. 1 2 3 4  Kazhdan 1991, p. 50. .

## Vei si
Funcții militare romane